# Quatro Dias de Dunquerque

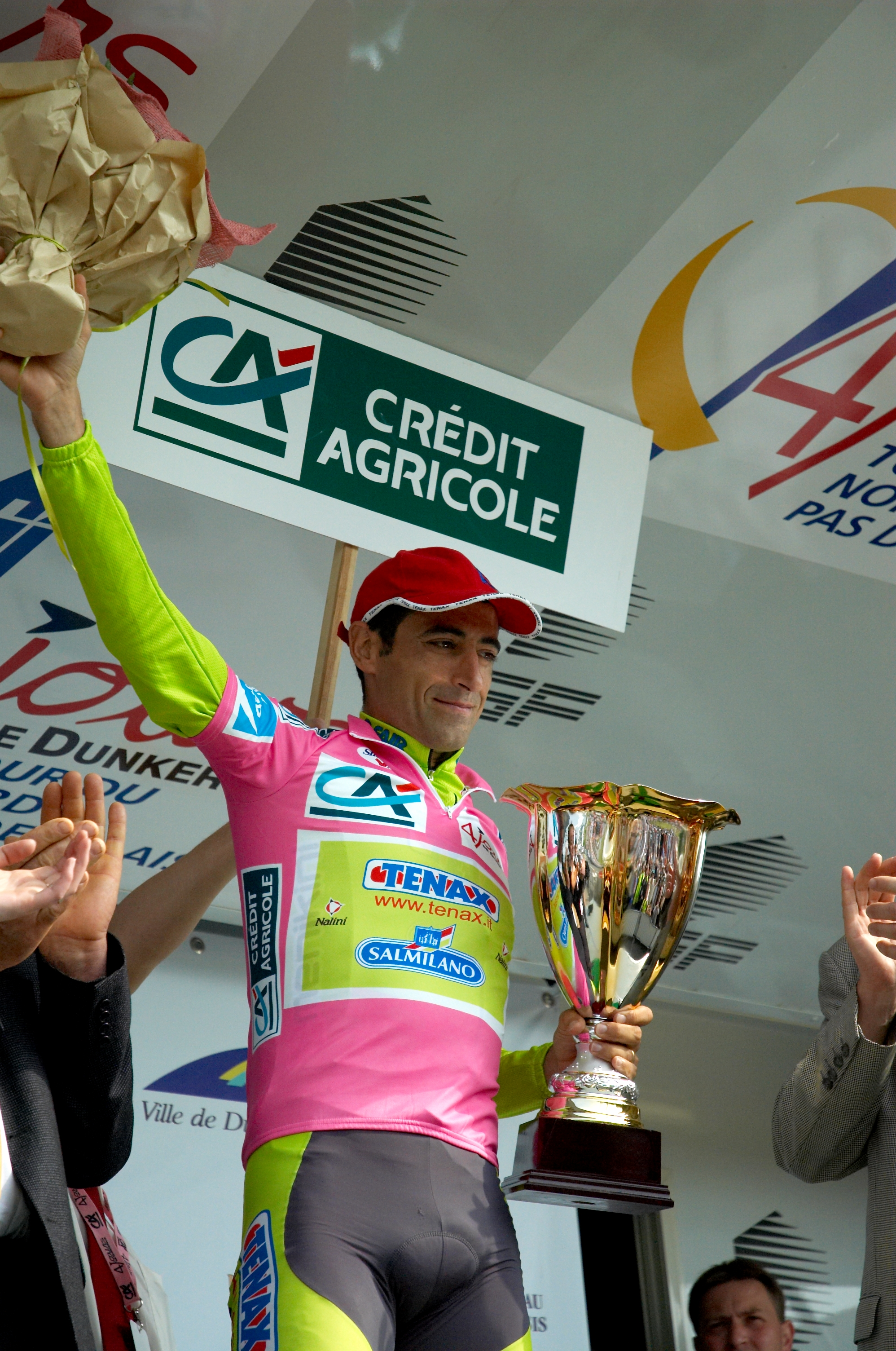
Roberto Petito vencedor da edição 2006

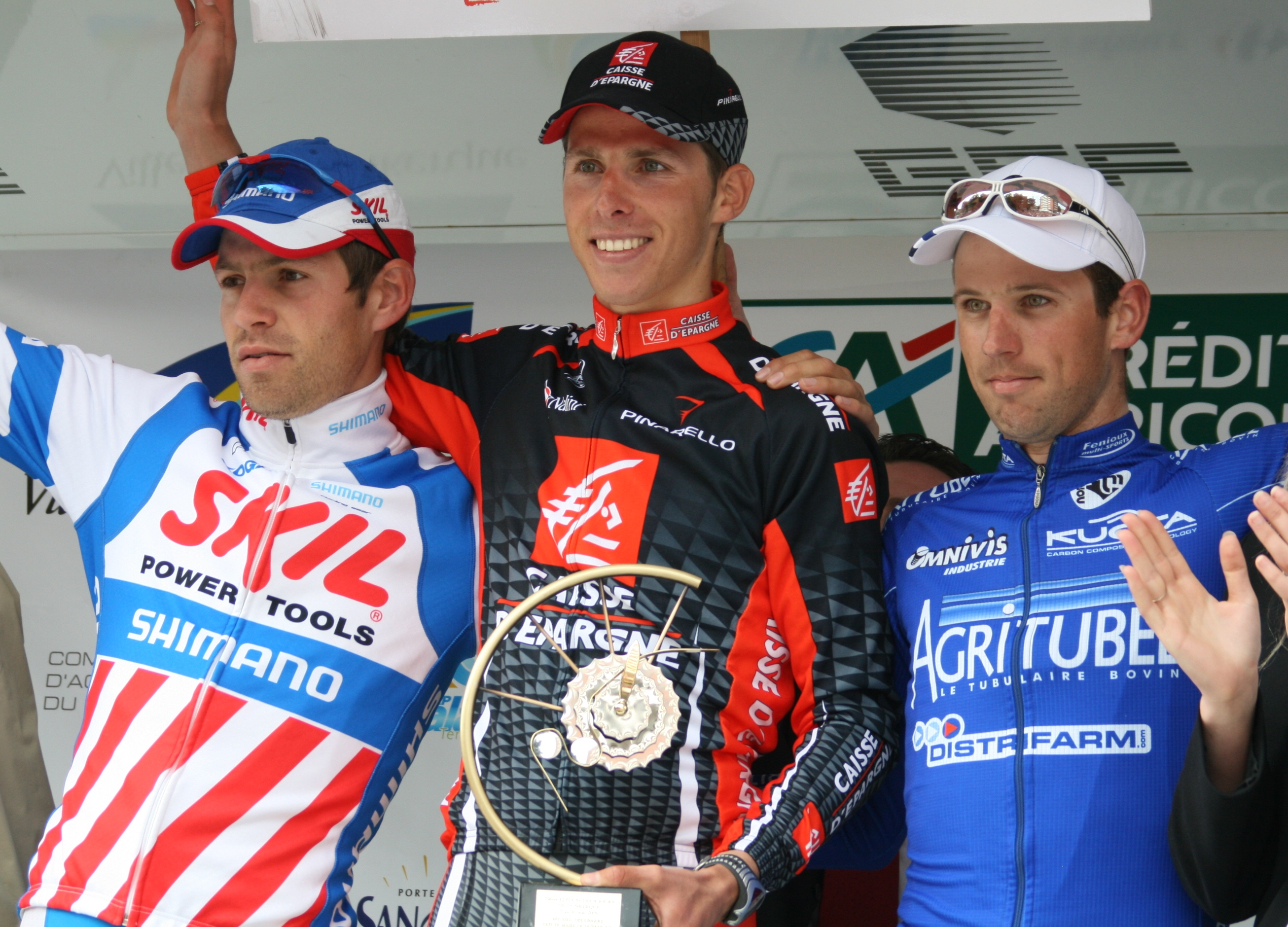
Podium da edição 2009 da corrida: à esquerda Cyril Lemoine, no centro o vencedor Rui Alberto Costa, à esquerda David Lhe Lay

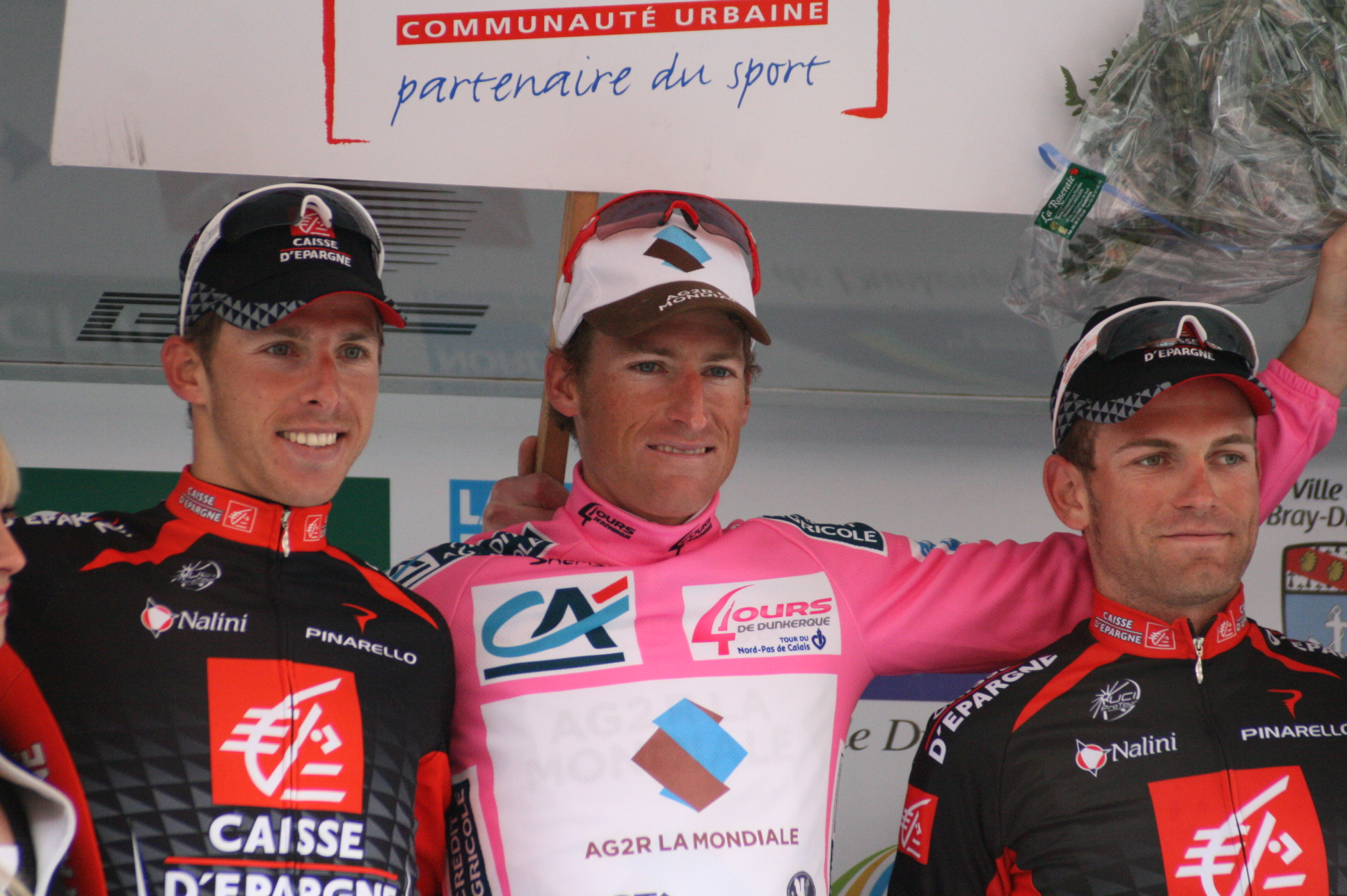
Pódio da edição 2010: Rui Costa (2º), Martin Elmiger (1º) e José Joaquín Vermelhas (3º)

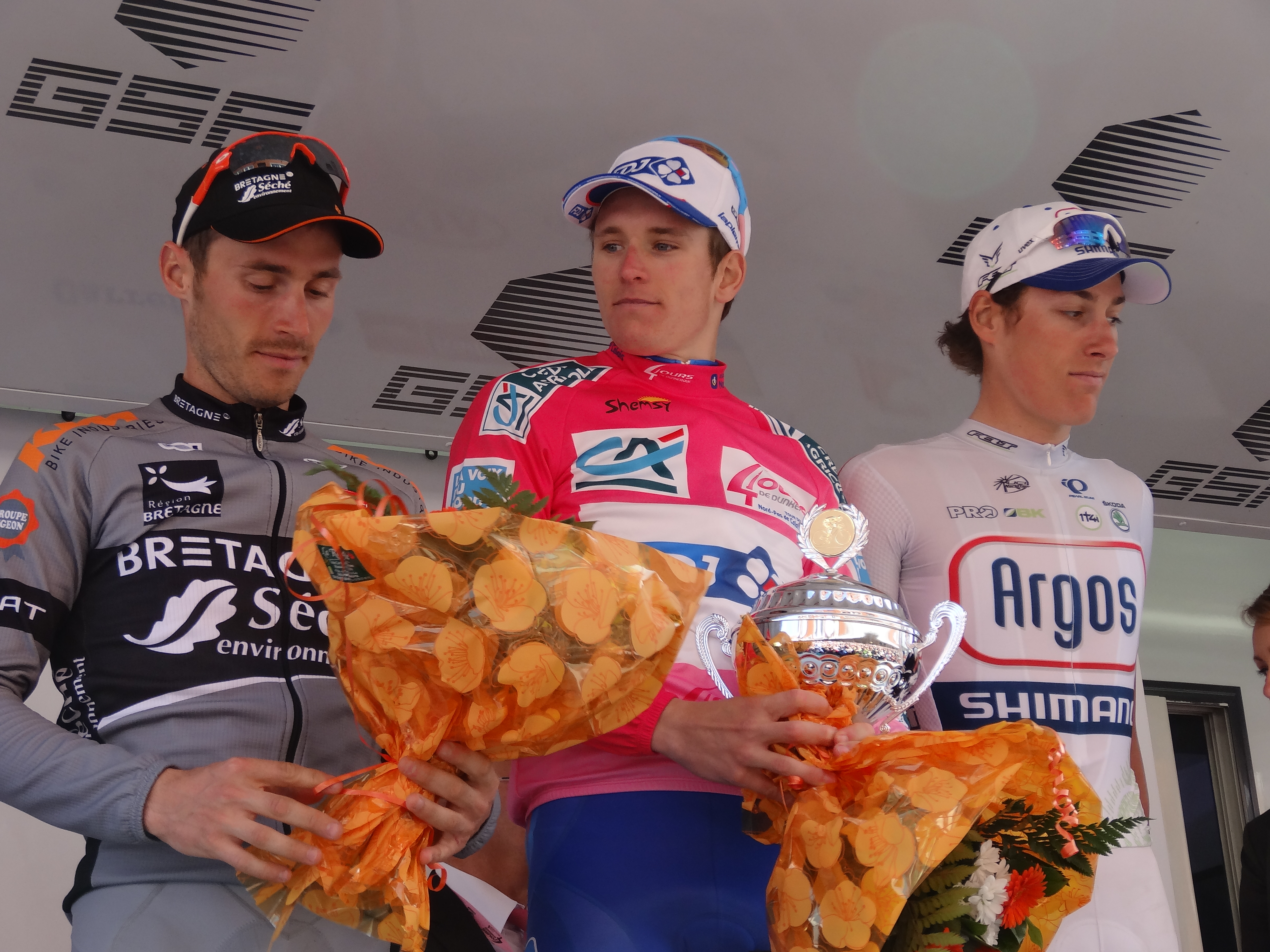
Podium da edição 2013: Florian Vachon (2º), Arnaud Demare (1º) e Ramon Sinkeldam (3º)

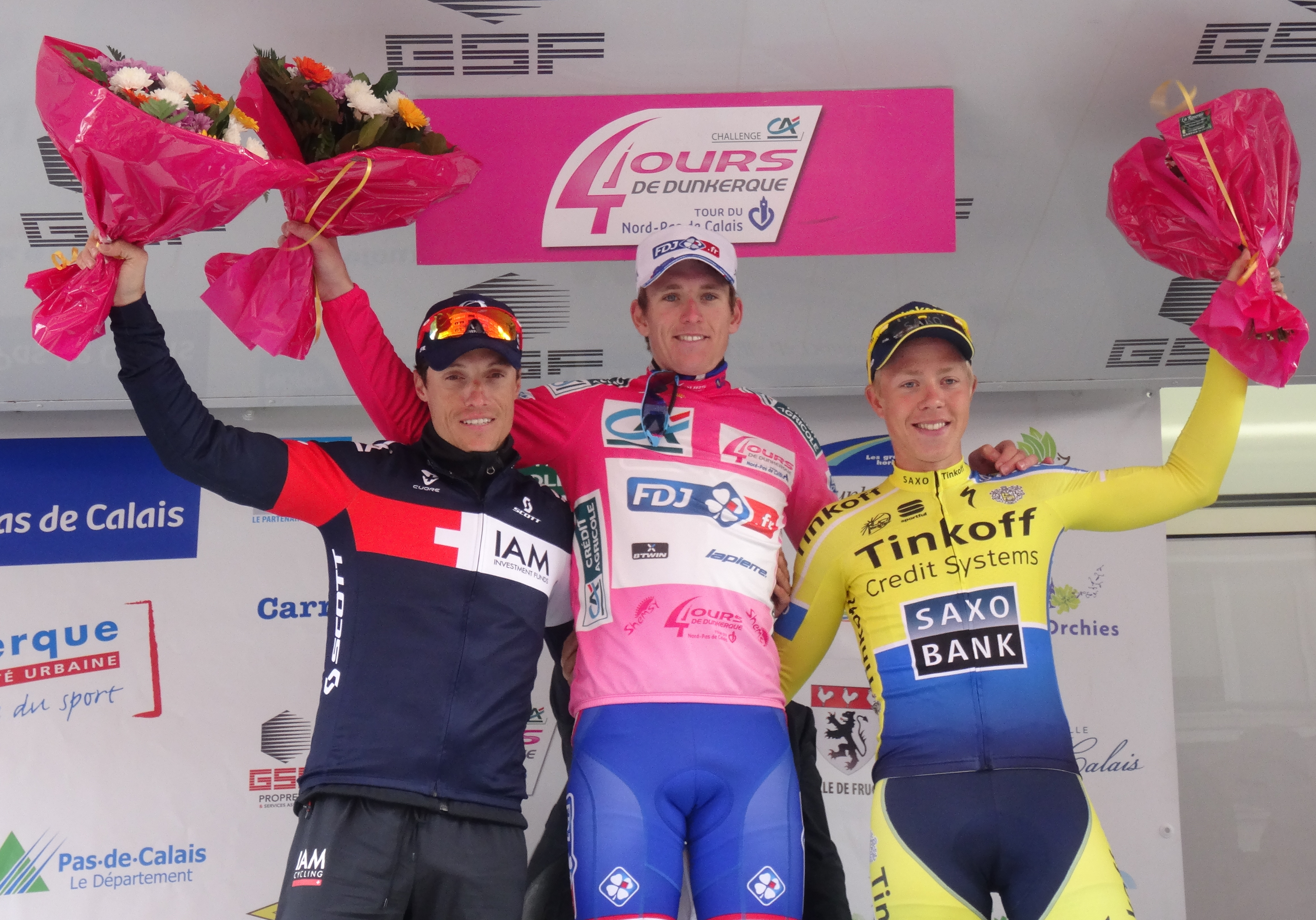
Podium da edição 2014: Sylvain Chavanel (2º), Arnaud Demare (1º) e Michael Valgren (3º)

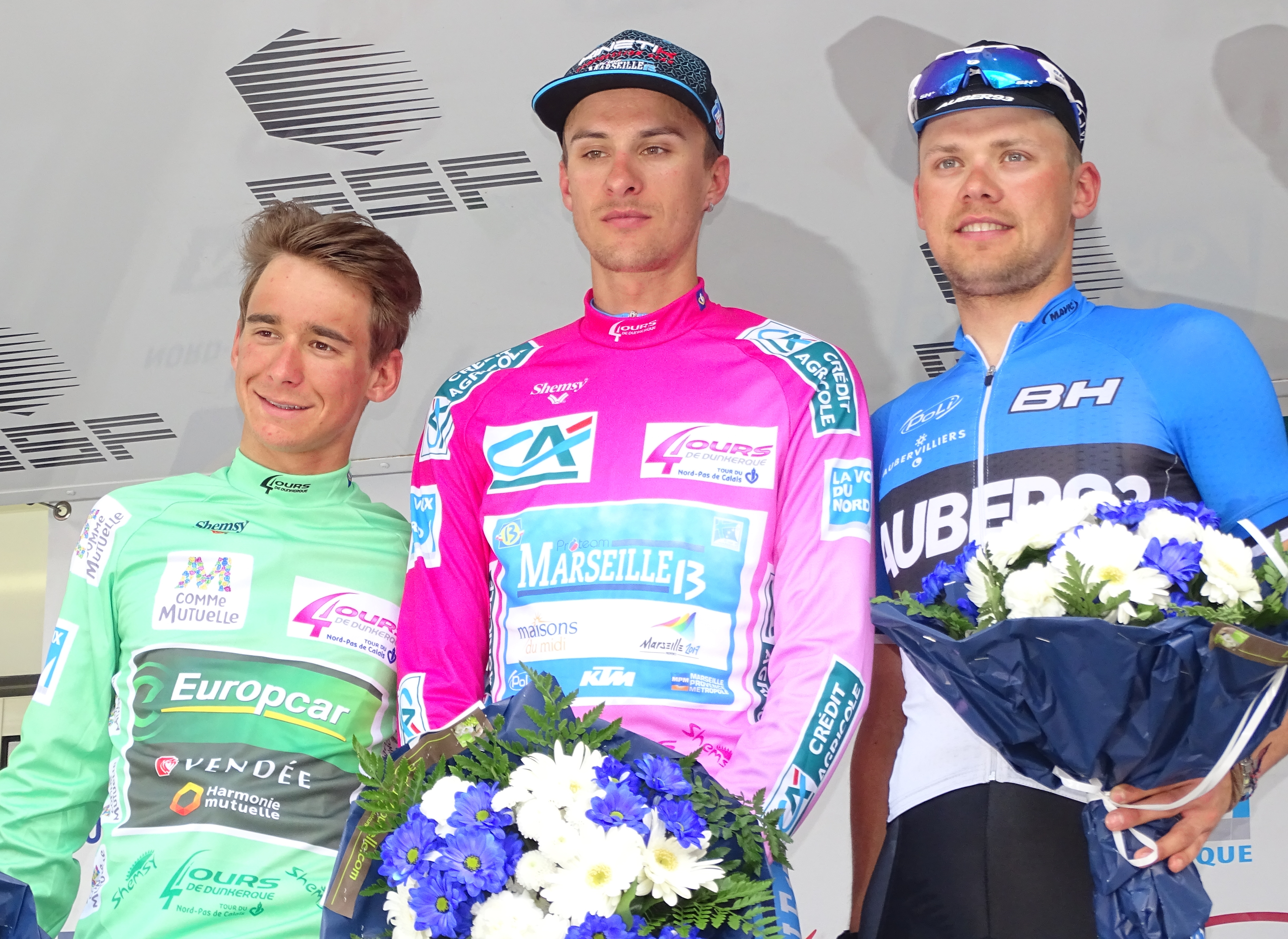
Podium da edição 2015: Bryan Coquard (2º), Ignatas Konovalovas (1º) e Alo Jakin (3º)

Os Quatro Dias de Dunquerque (oficialmente: 4 Jours de Dunkerque/Tour du Nord-pas-de-Calais) é uma corrida de ciclismo por etapas que se disputa no norte da França, na região de Nord-Pas de Calais, na primeira quinzena do mês de maio. Apesar do seu nome, celebra-se ao longo dentre cinco e seis dias (foi chamada também "Cinco Dias de Dunquerque" em seus inícios).
Criou-se em 1955 e não tem sofrido nenhuma interrupção até a data. Tem estado catalogada com categoria 2.1. Desde a criação dos Circuitos Continentais UCI em 2005 até 2019 fez parte do UCI Europe Tour, dentro da categoria 2.hc (máxima categoria destes circuitos). A partir de 2022 passou a integrar o UCI ProSeries.

## Palmarés
| Ano  | Vencedor               | Segundo                  | Terceiro                |           |
| ---- | ---------------------- | ------------------------ | ----------------------- | --------- |
| 1955 | Louis Déprez           | Roland Callebout         | Roger Callewaert        |           |
| 1956 | Jan Adriaensens        | Gilbert Desmet           | Albert Bouvet           |           |
| 1957 | Jef Planckaert         | Pierre Everaert          | Jean Stablinski         |           |
| 1958 | Jacques Anquetil       | Jean Brankart            | André Darrigade         |           |
| 1959 | Jacques Anquetil       | Joseph Morvan            | Frans Aerenhouts        |           |
| 1960 | Jef Planckaert         | Jean Stablinski          | Pierre Everaert         |           |
| 1961 | Albertus Geldermans    | Raymond Poulidor         | Pierre Beuffeuil        |           |
| 1962 | Joseph Groussard       | Jean-Baptiste Claes      | Piet Rentmeester        |           |
| 1963 | Jef Planckaert         | Hans Jünkermann          | André Messelis          |           |
| 1964 | Gilbert Desmet         | Yvo Molenaers            | Jos Huysmans            |           |
| 1965 | Gustaaf De Smet        | Pierre Everaert          | Arie den Hartog         |           |
| 1966 | Theo Mertens           | Jan Janssen              | Pierre Beuffeuil        |           |
| 1967 | Lucien Aimar           | Jean-Baptiste Claes      | Bernard Guyot           |           |
| 1968 | Jean Jourden           | Remi Van Vreckom         | Raymond Poulidor        |           |
| 1969 | Alain Vasseur          | Marinus Wagtmans         | Willy In 't Ven         |           |
| 1970 | Willy Van Neste        | Jean-Marie Leblanc       | Henri Heintz            |           |
| 1971 | Roger De Vlaeminck     | Willy Van Malderghem     | Jürgen Tschan           |           |
| 1972 | Yves Hézard            | Luis Ocaña               | Ferdinand Bracke        |           |
| 1973 | Freddy Maertens        | Frans Verbeeck           | Joop Zoetemelk          |           |
| 1974 | Walter Godefroot       | Michael Wright           | Freddy Maertens         |           |
| 1975 | Freddy Maertens        | Jean-Pierre Danguillaume | Bernard Thévenet        |           |
| 1976 | Freddy Maertens        | Jean-Pierre Danguillaume | Roger Legeay            |           |
| 1977 | Gerrie Knetemann       | Jos Jacobs               | Jean-Luc Vandenbroucke  |           |
| 1978 | Freddy Maertens        | Jean-Pierre Danguillaume | Gerrie Knetemann        |           |
| 1979 | Daniel Willems         | Bert Oosterbosch         | Jean-Luc Vandenbroucke  |           |
| 1980 | Jean-Luc Vandenbroucke | Hubert Linard            | Joaquim Agostinho       |           |
| 1981 | Bert Oosterbosch       | Sean Kelly               | Jacques Bossis          |           |
| 1982 | Frank Hoste            | Ferdi Van Den Haute      | Stephen Roche           |           |
| 1983 | Leo van Vliet          | Paul Sherwen             | William Tackaert        |           |
| 1984 | Bernard Hinault        | Jean-Luc Vandenbroucke   | Bruno Cornillet         |           |
| 1985 | Jean-Luc Vandenbroucke | Bruno Wojtinek           | Rudy Matthijs           |           |
| 1986 | Dirk De Wolf           | Régis Simon              | Gilbert Duclos-Lassalle |           |
| 1987 | Herman Frison          | Patrice Esnault          | Charly Mottet           |           |
| 1988 | Pascal Poisson         | Charly Mottet            | Eric Vanderaerden       |           |
| 1989 | Charly Mottet          | Thierry Marie            | Stephen Roche           |           |
| 1990 | Stephen Roche          | François Lemarchand      | Thierry Marie           |           |
| 1991 | Charly Mottet          | Laurent Jalabert         | Johan Museeuw           |           |
| 1992 | Olaf Ludwig            | Frans Maassen            | Viatcheslav Ekimov      |           |
| 1993 | Laurent Desbiens       | Viatcheslav Ekimov       | Eddy Seigneur           |           |
| 1994 | Eddy Seigneur          | Olaf Ludwig              | Andrei Tchmil           |           |
| 1995 | Johan Museeuw          | François Simon           | Erik Zabel              |           |
| 1996 | Philippe Gaumont       | Thierry Laurent          | Olaf Ludwig             |           |
| 1997 | Johan Museeuw          | Frank Vandenbroucke      | Daniele Contrini        |           |
| 1998 | Alekszandr Vinokurov   | Artūras Kasputis         | Evgeni Berzin           |           |
| 1999 | Michael Sandstød       | Enrico Cassani           | Christian Vande Velde   |           |
| 2000 | Martin Rittsel         | Artūras Kasputis         | Robert Hunter           |           |
| 2001 | Didier Rous            | Laurent Jalabert         | Stéphane Heulot         |           |
| 2002 | Sylvain Chavanel       | Didier Rous              | Laurent Brochard        |           |
| 2003 | Christophe Moreau      | Didier Rous              | Laurent Brochard        |           |
| 2004 | Sylvain Chavanel       | Laurent Brochard         | Didier Rous             |           |
| 2005 | Pierrick Fédrigo       | Vladimir Efimkin         | Christophe Moreau       |           |
| 2006 | Roberto Petito         | Stéphane Pétilleau       | Didier Rous             |           |
| 2007 | Mathieu Ladagnous      | Laurent Lefèvre          | Dominique Cornu         |           |
| 2008 | Stéphane Augé          | Clément Lhotellerie      | Pierrick Fédrigo        |           |
| 2009 | Rui Costa              | David Le Lay             | Cyril Lemoine           |           |
| 2010 | Martin Elmiger         | Rui Costa                | José Joaquín Rojas      |           |
| 2011 | Thomas Voeckler        | Laurent Pichon           | Zdeněk Štybar           |           |
| 2012 | Jimmy Engoulvent       | Zdeněk Štybar            | John Degenkolb          |           |
| 2013 | Arnaud Démare          | Florian Vachon           | Ramon Sinkeldam         |           |
| 2014 | Arnaud Démare          | Sylvain Chavanel         | Michael Valgren         |           |
| 2015 | Ignatas Konovalovas    | Bryan Coquard            | Alo Jakin               |           |
| 2016 | Bryan Coquard          | Marco Frapporti          | Xandro Meurisse         |           |
| 2017 | Clément Venturini      | Sander Armée             | Oliver Naesen           |           |
| 2018 | Dimitri Claeys         | André Greipel            | Oscar Riesebeek         |           |
| 2019 | Mike Teunissen         | Amund Grøndahl Jansen    | Jens Keukeleire         |           |
| 2020 | cancelado              | cancelado                | cancelado               | cancelado |
| 2021 | cancelado              | cancelado                | cancelado               | cancelado |
| 2022 | Philippe Gilbert       | Oliver Naesen            | Jake Stewart            |           |
| 2023 | Romain Grégoire        | Kasper Asgreen           | Cees Bol                |           |
| 2024 | Sam Bennett            | Paul Penhoët             | Jenno Berckmoes         |           |
| 2025 |                        |                          |                         |           |

## Palmarés por países
Atualizado após edição de 2024
| País          | Vitórias |
| ------------- | -------- |
| França        | 29       |
| Bélgica       | 24       |
| Países Baixos | 5        |
| Irlanda       | 2        |
| Alemanha      | 1        |
| Cazaquistão   | 1        |
| Dinamarca     | 1        |
| Suécia        | 1        |
| Itália        | 1        |
| Portugal      | 1        |
| Suíça         | 1        |
| Lituânia      | 1        |